# درخت شیرین و فرهاد

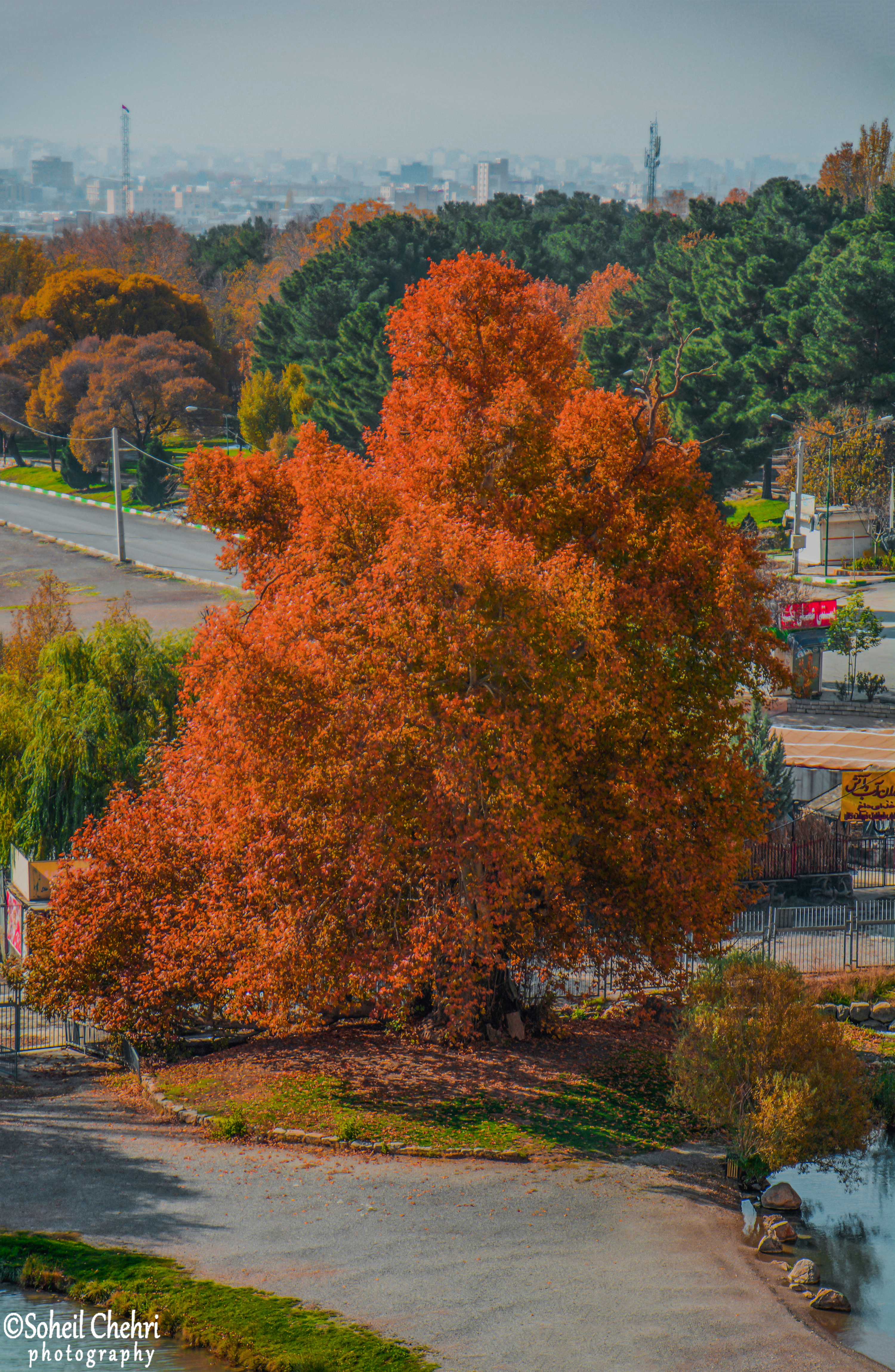
درخت رحمت طاقبستان کرمانشاه

درخت شیرین و فرهاد یا درخت رحمت (به کردی جنوبی: دار شیرن و فه‌راێ) نامی است که مردم کرمانشاه به درخت چنار ۶۰۰ ساله‌ای می‌دهند که در کنار محوطهٔ تاریخی طاق بستان در شهر کرمانشاه قرار دارد و در سال ۱۳۸۸ به ثبت آثار طبیعی ملی رسیده است. ارتفاع این درخت ۳۷٫۷ متر و عرض آن ۸٫۴۶ متر است که علاوه بر ارزش طبیعی، دارای ارزش فرهنگی و تاریخی برای مردم کرمانشاه است.
درخت شیرین و فرهاد بعنوان میراث طبیعی در سال ۱۳۸۸ توسط سازمان میراث فرهنگی، صنایع دستی و گردشگری ایران به ثبت رسیده است.
در اسفند ماه ۱۳۹۷ ارتفاع درخت شیرین و فرهاد ۳۷/۷ متر و قطر آن ۸/۴۶ متر بوده است. تخمین زده شده که این درخت در سال ۱۴۲۳ میلادی کاشته شده‌باشد.

## وجه تسمیه
این درخت در فرهنگ عامهٔ مردم کرد شهر کرمانشاه، درخت شیرین و فرهاد نامیده می‌شود. با این حال از آنجا که پیرمردی کفاش به نام رحمت سالیان طولانی در حفرهٔ میان درخت به کفاشی مشغول بود، برخی آن را با نام درخت رحمت می‌شناسند. همچنین گاه از آن با عنوان «درخت چنار قدیمی طاق‌بستان» یاد می‌شود.

## در فرهنگ و ادبیات
درخت چنار طاق‌بستان در فرهنگ مردم شهر کرمانشاه به استعاره‌ای از قدمت و کهنسالی و نیز بزرگی و عظمت تبدیل شده است و یکی از نمادهای این شهر نیز به‌شمار می‌آید.

### فولکلور
در اشعار فولکلور و باورهای عامیانهٔ مردم کرد کرمانشاه، این درخت را شیرین در زمان شکسته شدن پای اسب خسرو پرویز و دیدار او با فرهاد در طاق بستان به عنوان نشانی از عشق خود به فرهاد می‌کارد و قدمت آن به دوران ساسانی بازمی‌گردد. به همین دلیل در فرهنگ عامه، این درخت را درخت شیرین و فرهاد (به کردی: دار شیرن و فه‌راێ) می‌نامند.

### ادبیات داستانی
علی‌اشرف درویشیان در رمان سال‌های ابری چندین بار به جایگاه این درخت در فرهنگ عامهٔ مردم شهر کرمانشاه اشاره کرده است:
دردلم دعا می‌کنم.

- خدایا… ای خدایی که از همه‌چیز بزرگ‌تری… که از درخت چنار طاق‌وَسان هم بزرگ‌تری… که از آسمان هفتم هم بزرگ‌تری… کاری بکن که مادرم نمیرد…

## جشن تولد
در ۱۲ اسفند ۱۳۹۷ به مناسبت ۵۹۶مین سال (بنا بر تخمین) کاشت درخت شیرین و فرهاد، مراسمی از سوی سازمان فرهنگی، اجتماعی و ورزشی شهرداری کرمانشاه برگزار شد که طی آن همزمان با هفتهٔ منابع طبیعی و روز درخت‌کاری برنامه‌هایی از قبیل نقاشی همگانی و نمایش عروسکی برای کودکان با محوریت محیط زیست برگزار شد و کیکی نیز به مناسبت ۵۹۶مین سال تولد این درخت بریده شد.
همچنین در روز سه‌شنبه ۱۵ اسفند ۱۴۰۲ همزمان با روز درختکاری جشن تولد ۶۰۲ سالگی درخت شیرین و فرهاد با حضور گروهی از مردم کرمانشاه برگزار شد.